# Eduardo Herrera Bueno
Eduardo Herrera Bueno (* 5. Juli 1914 in Gijón; † 15. August 1991 in Oviedo), besser bekannt als Herrerita, war ein spanischer Fußballspieler.
Sein Sohn Jesús Herrera Alonso, kurz Herrera, war ebenfalls aktiver Fußballspieler. Er starb 1962 im Alter von nur 23 Jahren an einer Krebserkrankung.

## Karriere
Herrerita begann 1929 im Alter von 16 Jahren seine Profikarriere bei seinem Heimklub Sporting Gijón, die zu dieser Zeit in der Segunda División spielten. 1933 wechselte er für die damalige Rekordablösesumme von 30.000 Peseten zu Real Oviedo, nur Real Madrid legte für Ricardo Zamora 1930 noch mehr hin. Sein erstes Ligaspiel für Oviedo absolvierte er am 5. November 1933 beim 7:3-Sieg über den FC Barcelona, bei dem er selbst zweimal traf. In seiner Zeit bei Oviedo war er zusammen mit Lángara, Emilín, Casuco und Gallart einer der so genannten Delanteras Electricas (elektrischen Stürmer). Die Stürmer, die alle Anfang 20 waren, wurden so genannt, weil sie aufgrund ihrer Schnelligkeit und ihrem One-Touch-Fußball, die damalige Fußball-Welt revolutionierten. Nach dem Ende des spanischen Bürgerkriegs 1939 wechselte Herrerita zum FC Barcelona. Dort traf er in 17 Ligaspielen achtmal und war damit bester Torschütze seines Vereins. Bereits nach einem Jahr ging er wieder zurück zu seinem Ex-Klub Real Oviedo, der gerade wieder in die Primera División aufgestiegen war. Bei Oviedo spielte er die nächsten 10 Jahre bis 1950 erstklassig und erzielte in dieser Periode 84 Tore in 156 Spielen. Als Oviedo 1950 in die zweite Liga abstieg, wechselte er ein letztes Mal den Verein und spielte seine letzte Saison 1950/51 wieder für den Zweitligisten Sporting Gijón, die am Ende dieser Saison in die erste Liga aufstiegen.
Insgesamt erzielte Herrerita 125 Erstligatore in 230 Spielen, womit er auf Platz 35 der Rekordtorschützenliste ist. Bei Real Oviedo ist er aktuell immer noch Rekordtorschütze.
Für die spanische Nationalelf kam er am 18. März 1934 beim 2:1-Sieg über Portugal zum Einsatz. Bis zum Jahr 1947, in dem er gegen Irland (2:3) sein letztes Spiel bestritt, lief er sechsmal für Spanien auf und traf dabei zweimal.